# Delinquente (album)
Delinquente è il primo album in studio del rapper italiano Baby Gang, pubblicato il 27 agosto 2021.

## Tracce
1. Alcott Zara Bershka – 2:46
2. Casablanca (feat. Morad) – 4:34
3. Lecco City – 3:20
4. Come va (feat. ElGrandeToto) – 2:50
5. Non mi tocchi (feat. J Lord) – 3:12
6. Plasticki (feat. Moro) – 2:04
7. Freestyle (feat. Sacky) – 2:04
8. Rockstar – 2:54
9. Ma Chérie (feat. Capo Plaza) – 2:39
10. No JoJo – 3:17
11. Ricco – 2:21
12. Bitch Affianco (feat. Il Ghost) – 4:36

## Classifiche

### Classifiche settimanali
| Classifica (2021) | Posizione massima |
| ----------------- | ----------------- |
| Italia            | 7                 |